# Civilizační konflikt v Súdánu

## Střet civilizací podle Samuela Huntingtona
V roce 1993 vyšel vědecký článek Střet civilizací? od amerického profesora politologie Harvardovy univerzity Samuela Huntingtona, který vyvolal rozporuplné reakce. Zatímco většina autorů doby mluvila o usmíření, Huntington hovoří o rozděleném světě a konfliktu. V roce 1996 následovala kniha Střet civilizací: boj kultur a proměna světového řádu, ve které Huntington rozvádí a vysvětluje své předchozí úvahy. Ústředním motivem jsou tzv. civilizace, které mají klíčový vliv na světové uspořádání. Celkem existuje 8 velkých civilizací, které soupeří o nejzákladnější hodnoty a filosofické předpoklady jako náhled na boha, postavení jednotlivce ve společnosti nebo důležitost práv a svobody. Rozdíly v celkovém životním názoru produkují konflikty, a proto Huntington mluví o střetu civilizací.

## Války na civilizačních zlomech
Nejvážnější jsou podle Huntingtona střety na civilizačních hranicích. Tyto války jsou charakterizovány tím, že jsou vleklé a mimořádně násilné. Téměř vždy jsou účastníci lidé vyznávající odlišná náboženství a jejich cílem je většinou dobýt území druhého a zbavit se jeho obyvatel, a to buď vyhnáním nebo i vyvražděním. Války na civilizačních zlomech jde stěží vyřešit příměřím, protože jde o války o základní otázky identity, u níž je nemožné najít kompromis. Pokud už se podaří dosáhnout příměří, tak se jedná pouze o krátkodobý stav. Do civilizačních konfliktů mohou zasahovat aktéři až na třech úrovních. Primární aktéři se přímo účastní bojů. Jsou to ti, kteří bojují o svoji identitu a se svým protějškem mají velmi nevraživý vztah. Dohoda mezi primárními aktéry je přes vzájemné animozity téměř nemožná. Dále se do střetu mohou připojit sekundární aktéři. Jedná se o státy, které mají blízký vztah k primárním aktérům, ať už se jedná o geografickou či politickou proximitu. Nejvyšší úrovní jsou terciární aktéři, kteří jsou napojeni na primární aktéry skrze civilizační vazbu. Terciárními aktéry jsou zpravidla ústřední státy (ústřední stát je stát, který tvoří vůdčí roli uvnitř dané civilizace a je považován za hlavní zdroj její kultury). Vlády sekundárních a terciárních aktérů sice primární účastníky podporují, ale zároveň mají zájem na zastavení bojů zavčas, aby se konflikt nerozšířil a nevtáhl je do něj. Proto se v průběhu střetu snaží sekundární a terciární účastníci vyjednávat se svými protějšky, aby zabránili další eskalaci. Dochází tak k situaci, kdy civilizační konflikty sice vyvěrají zdola od primárních aktérů, ale mír se musí snést shora od sekundárních, spíše až terciárních aktérů.

## Občanská válka v Súdánu
Občanská válka v Súdánu v mnohých ohledech odpovídá Huntingtonově civilizačnímu střetu. Súdánem navíc přímo probíhala hranice mezi islámskou a africkou civilizací, jednalo se tak o válku na civilizačním zlomu, která nese svá specifika. V první řadě jde o konflikt mezi lidmi různého náboženství. V Súdánu to byl střet islámu na severu a křesťansko-animistického jihu. Obzvlášť tato dvě náboženství jsou velmi náchylná vůči vzájemnému konfliktu. Obě náboženství jsou totiž univerzalistická, přesvědčená o tom, že představují jedinou pravou víru pro celé lidstvo. Mimoto mají v sobě tato náboženství vnitřně zakomponovaný závazek rekrutování stále nových členů a úsilí expanze své víry. Už od počátku občanské války v roce 1956 šlo primárně o konflikt o národní identitu. Do té doby hegemonní vláda na severu vycítila po samostatnosti příležitost k vytvoření jednotného islámského státu a zahájila civilizační misi arabizace a islamizace jihu. Rostoucí tlak na islamizaci vyvolal vzpurnou reakci a na jihu se odpůrci centrální vlády ještě více semkli pod křesťanskou identitu a společně za ni začali bojovat. Druhou charakteristikou válek na civilizačních zlomech je jejich dlouhá délka prostupována dočasnými příměřími. Válka v Súdánu začala roku 1956 a její první etapa trvala do roku 1972. Po krátkém období klidu do roku 1983 se boje znovu obnovily až do mírové dohody v roce 2005. V současné chvíli je oficiálně stav příměří, nicméně při přetrvávajících sporech na hranicích není jisté, zdali se opět nejedná jen o krátkou fázi míru v tomto dlouholetém střetu. O civilizačních sporech dále platí, že s sebou nesou spoustu ztrát na životech. Jen druhá súdánská občanská válka si vyžádala na dva miliony obětí a pět milionů lidí muselo opustit své domovy. Posledním důležitým prvkem je účast aktérů na různých úrovních konfliktu. Primárními aktéry zde byli severní Súdán a dnešní Jižní Súdán, kteří spolu vedli přímý boj. V súdánské občanské válce figurovali i sekundární aktéři. Na stranu severního Súdánu se postavil především Írán, který nabídl politickou a materiální podporu. Ozbrojené skupiny v Jižním Súdánu se zase mohly opřít o podporu Keni a Ugandy, které dodávaly potřebné zbraně a peníze. Války se ovšem nezúčastnili žádní terciární aktéři v podobě ústředních států, protože africká ani islámská civilizace takové státy nemá. Pokud je tak brána v úvahu teze, že konflikty vyvěrají zespod, ale mír se snáší shora, nastává zde zásadní problém. Absence ústředních států v africké a islámské civilizaci znemožňuje dojednání udržitelného míru a vysvětluje, proč ani dnes nelze hovořit s jistotou o tom, že nevypukne nová vlna masového násilí mezi oběma Súdány.